# Joseph Bernardin
Joseph Louis Bernardin (ur. 2 kwietnia 1928 w Columbii, zm. 14 listopada 1996 w Chicago) – amerykański duchowny katolicki, kardynał, arcybiskup Metropolii Chicago.

## Życiorys
Jego rodzice byli włoskimi imigrantami (pierwotne nazwisko Bernardini). Miał siostrę, którą musiał się szczególnie opiekować po przedwczesnej śmierci ojca, gdy miał 6 lat. Chciał zostać lekarzem ale po roku porzucił te plany i wstąpił do seminarium duchownego w Baltimore. 26 kwietnia 1952 wyświęcony na kapłana w rodzinnym miasteczku, przez biskupa diecezji Charleston Johna Josepha Russella. Pracował duszpastersko do 1966 roku, kiedy to otrzymał nominację na biskupa pomocniczego Atlanty. Sakry udzielił 26 kwietnia 1966 w Charleston arcybiskup Atlanty Paul Hallinan. W wieku 38 lat był najmłodszym biskupem w episkopacie USA. W latach 1968–1972 był sekretarzem generalnym Konferencji Episkopatu USA. Na tym stanowisku czuwał szczególnie nad kształtowaniem Kościoła zgodnie z wizją Soboru watykańskiego II.
21 listopada 1972 mianowany przez Pawła VI arcybiskupem Cincinnati. Urząd ten piastował przez dziesięć lat do 10 lipca 1982, kiedy to po śmierci kardynała Johna Patricka Cody’ego otrzymał stanowisko arcybiskupa Chicago. Miał za zadanie uporządkować sytuację po poprzedniku. Archidiecezja była nękana skandalami na tle finansowym i obyczajowym. Jego celem było przywrócenie porządku i reputacji. Na konsystorzu w 1983 podniesiony do rangi kardynała prezbitera Gesù Divin Lavoratore. Z ogromnym zaangażowaniem poświęcał się dialogowi ekumenicznemu i wprowadzaniem reform soborowych, a także sprawom społecznym.
W czerwcu 1995 przeszedł operację usunięcia raka trzustki. Rok później ogłosił, że nowotwór powrócił. Nie było już ratunku i kardynał przygotowując się na śmierć uczył zarazem innych, jak można godnie umierać. Uporządkował wszystkie urzędowe sprawy, zrzekając się administrowania diecezją na rzecz jednego z biskupów pomocniczych. Krótko przed śmiercią złożył wizytę Janowi Pawłowi II. Skierował też słowa pożegnania do swoich kapłanów i diecezjan, po czym w październiku 1996 wycofał się z życia publicznego. Zmarł parę tygodni później. Trwają przygotowania do wszczęcia jego procesu beatyfikacyjnego.